# Zid

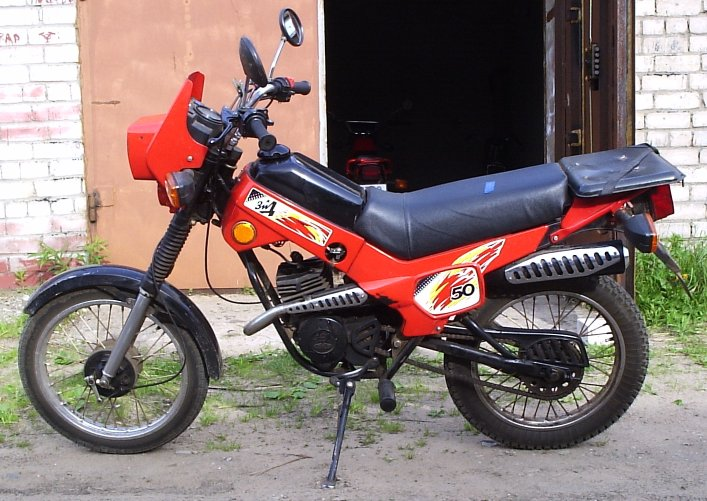
Une Zid

Zid, en russe : ОАО «Завод им. В. А. Дегтярёва» (ОАО «ЗиД»), est une usine d’armement et un constructeur russe de motos situé à Kovrov et fondé en 1916.

## Histoire
À la suite des premières années de la Première Guerre mondiale, l'empire Russe a ressenti un manque crucial d'armes automatique dans son armée. Le Danemark a alors approché la Russie pour lui fournir des fusils mitrailleurs Madsen que la Russie avait déjà pu tester lors de la guerre Russo-japonaise. Cependant à la suite de soucis juridiques il a plutôt été décidé de construire de Madsen directement en Russie et chambré en 7,62 × 54 mm R au lieu du 7,92 × 57 mm. 
La première pierre de l'usine fut posée en 1916 et l'on considère que c'est le début officiel de l'entreprise. Initialement la direction et plupart des postes importants étaient réservés aux Danois. En janvier 1917, la société reçut une licence pour le droit exclusif de fabriquer le Madsen avec tous ses accessoires.
La révolution et la guerre civile ont mis l’usine au bord du désastre. La direction de l'usine s'est en fait effondrée, des activités financières et économiques ont été lancées et tous les projets de production de milliers de mitrailleuses Madsen ont été annulés. 
La création actuelle de l'entreprise est liée aux activités d'un remarquable scientifique et concepteur russe, V. G. Fedorov (1874-1966, a travaillé à Kovrov de 1918 à 1931) et son élève et assistant, un armurier designer V.A. Degtiarev (1880-1949, a travaillé à Kovrov de 1918 à 1949). Tous deux furent envoyés à Kovrov par la Direction principale de l'artillerie au début de 1918, au moment le plus critique où il s'agissait d'arrêter la production et de fermer l'usine, et l'administration danoise de l'entreprise se livrait à un sabotage pur et simple. Fedorov et Degtyarev ont réussi à sauver l'entreprise et à lancer la production d'armes légères nationales dans l'usine. En 1919, l'usine fut nationalisée et déjà en 1921, Fedorov organisa ici le premier bureau d'études de l'URSS pour le développement d'armes légères automatiques.
Depuis lors des armes aux forces armées russes et soviétiques. Des armes emblématiques telles que le fusil antichar Degtyaryov (PTRD-41), la mitrailleuse Degtyaryov, la mitraillette Shpagin (PPSh-41) et la mitrailleuse lourde Goryunov (SG-43 Goryunov) ont été créées dans l'usine. En 1916 Vassili Degtiarev rejoint l'usine de Kovrov pour prendre la tête de l’atelier de recherche et développement de l’usine.
Aujourd'hui, Zid fait partie des 200 entreprises les plus grande de Russie et emploi plus de 10 000 employés en 2016.